# Cucullia aksuana
Cucullia aksuana là một loài bướm đêm trong họ Noctuidae.